# Icelus perminovi
Icelus perminovi är en fiskart som beskrevs av Taranetz, 1936. Icelus perminovi ingår i släktet Icelus och familjen simpor. Inga underarter finns listade i Catalogue of Life.